# Michele Timms
Michele Margaret Timms (Melbourne, 28 giugno 1965) è un'ex cestista e allenatrice di pallacanestro australiana, professionista nella WNBA.

## Carriera
Con l'Australia ha disputato tre edizioni dei Giochi olimpici (Seul 1988, Atlanta 1996, Sydney 2000) e quattro dei Campionati mondiali (1986, 1990, 1994, 1998).